# Paolo Bianchessi
Paolo Bianchessi (Osio Sotto, 17 gennaio 1981) è un judoka italiano, fa parte della Nazionale italiana di judo.
Inizia la sua attività sportiva con il Judo Trezzo Carvico per poi passare con il Centro Sportivo Carabinieri.
Ha partecipato a 2 edizioni dei giochi olimpici:
Atene 2004 dove si è classificato al 5º posto e Pechino 2008.
Nel 2016 alle Olimpiadi di Rio de Janeiro, come tecnico della nazionale italiana di judo, conquista grazie all'atleta Fabio Basile la medaglia d'oro numero 200 della storia olimpica italiana ai giochi.

## Palmarès

### Giochi olimpici
- 2016 [ judo ai Giochi della XXXI Olimpiade - Tecnico Nazionale Italiana [Rio de Janeiro]
- 2008 Pechino
- 2004 Atene 5º

### Campionati mondiali
- 2005 Il Cairo 5º

### Campionati mondiali a squadre
- 2002 Basilea Bronzo

### Campionati mondiali juniores
- 2000 Nabeul Argento

### Campionati mondiali militari
- 2006 Vinkovci (CRO) Bronzo sq
- 2005 San Pietroburgo Bronzo sq e 5º ind
- 2003 Catania Bronzo ind. Bronzo sq
- 2002 Pechino Bronzo ind. Argento sq
- 2001 Roma Bronzo ind. Argento sq

### Campionati europei seniores
- 2010 Vienna 5 sq
- 2008 Lisbona Argento
- 2004 Bucarest 5º
- 2003 Düsseldorf Bronzo
- 2001 Madeira Oro sq

### Campionati europei juniores
1998 Bucarest Argento
2000 Nicosia Argento

### Giochi del Mediterraneo
- 2005 Almeria 2

### Campionati italiani assoluti
- 2006 Pesaro Oro
- 2000 Foligno Oro
- 1998 Mestre Bronzo

### Campionati italiani juniores
- 1997 Brescia Oro
- 1998 Roma Oro
- 1999 Roma Oro
- 2000 Livorno oro